# Lupita Nyong'o
Lupita Amondi Nyong'o (Mexico-Stad, 1 maart 1983) is een Keniaanse-Mexicaanse actrice en filmregisseur. Ze maakte in 2013 haar Amerikaanse filmdebuut in Steve McQueens historische dramafilm 12 Years a Slave. Ze won hiervoor een  Oscar voor haar bijrol als Patsey. Daarnaast ontving ze voor dezelfde rol meer dan 25 andere acteerprijzen, waaronder een Screen Actors Guild Award, Critics' Choice Award en Film Independent Spirit Award en werd zij genomineerd voor een Golden Globe en een BAFTA.

## Biografie
Lupita Nyong'o is geboren in Mexico. Ze is de dochter van Dorothy en Peter Anyang' Nyong'o, een voormalige Keniaanse minister van Volksgezondheid. Nyong'o is Luo en is de tweede van zes kinderen. Toen Nyong'o minder dan een jaar oud was, verhuisde ze met haar ouders terug naar Kenia. Ze groeide op in Kenia en werd op zestienjarige leeftijd een paar maanden naar Mexico gestuurd om Spaans te leren.
Nyong'o is later in de Verenigde Staten gaan studeren aan Hampshire College in Amherst, Massachusetts en behaalde in 2007 haar diploma Film en Theaterstudies. Ze werkte in het productieteam van enkele films, waaronder Fernando Meirelles' The Constant Gardener en Mira Nairs The Namesake. Nyong'o speelde in de korte film East River die geregisseerd werd door Marc Grey en zich afspeelt in Brooklyn, New York. Ze keerde in 2008 terug naar Kenia en speelde in de Keniaanse tv-serie Shuga. In 2009 schreef, regisseerde en produceerde ze de documentaire In My Genes, over de behandeling van de albinobevolking in Kenia. Deze documentaire heeft op verschillende filmfestivals gespeeld.
In 2009 is Nyong'o een Master of Arts-opleiding gaan volgen aan de Yale School of Drama in New Haven, Connecticut. Direct na haar afstuderen in 2012 werd zij gecast voor de rol van Patsey in 12 Years a Slave. De film werd uitgebracht in 2013 en kreeg lovende kritieken.

## Trivia
- Op 23 april 2014 werd Nyong'o door het Amerikaanse tijdschrift People als mooiste vrouw ter wereld uitgeroepen.[12]
- Het is een Keniaanse traditie om een kind naar de gebeurtenissen van de dag te noemen. Daarom noemden haar ouders haar Lupita.
- Lupita Nyong'o is samen met Elizabeth Olsen, Elle Fanning en Bella Heathcote, gekozen als een van de gezichten van Prada's Miu Miu lente/zomercampagne van 2014.[13]

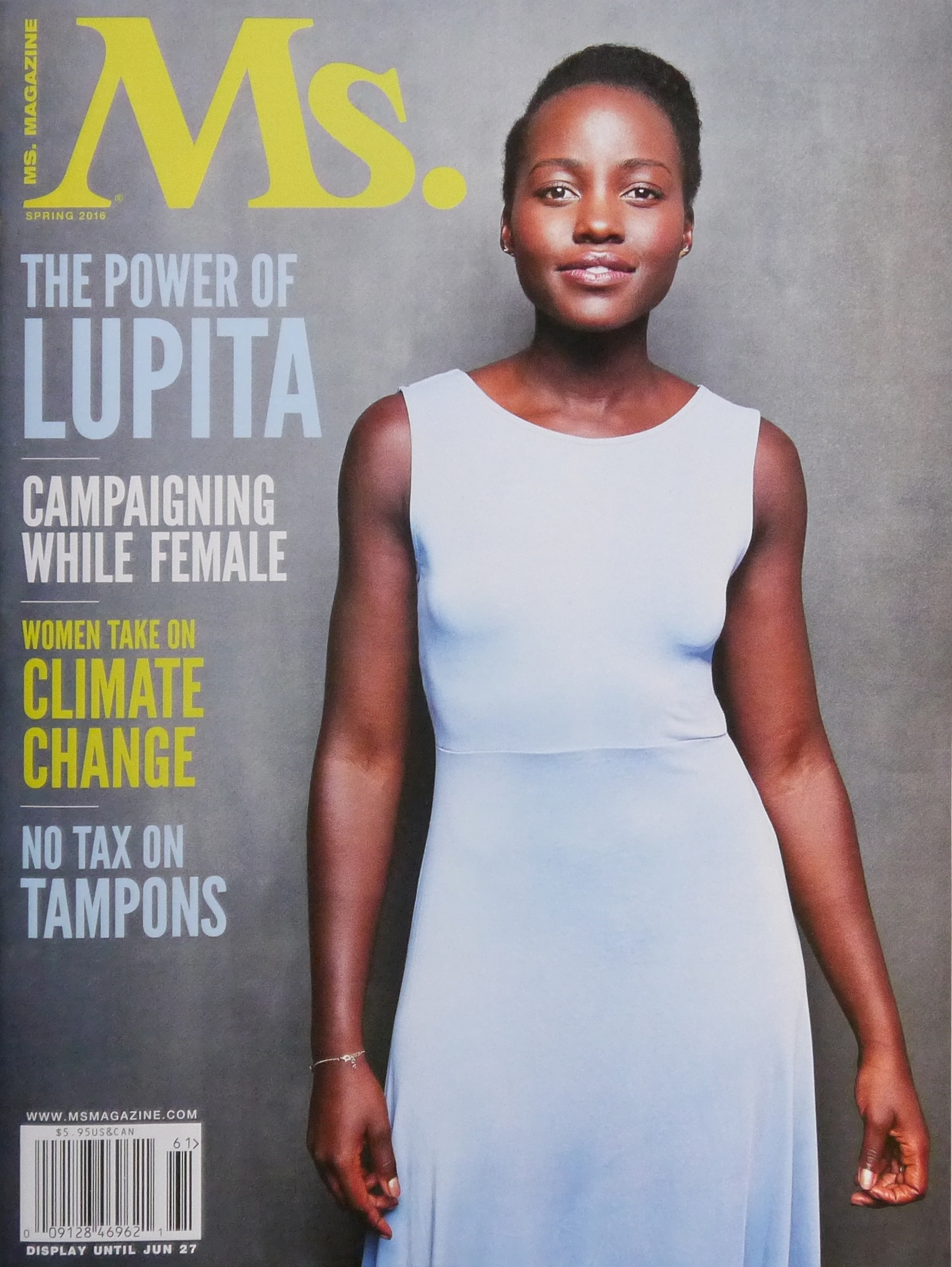
Nyong'o op de cover van het tijdschrift Ms. in 2016

## Theater
- 2016: Eclipsed - Broadway
- 2015: Eclipsed - Off-Broadway